# مايك ميرلو
مايك ميرلو (بالإنجليزية: Mike Merlo)‏ هو سياسي أمريكي، ولد في 4 يناير 1880 في إيطاليا، وتوفي في 8 نوفمبر 1924 في الولايات المتحدة.